# Castrone

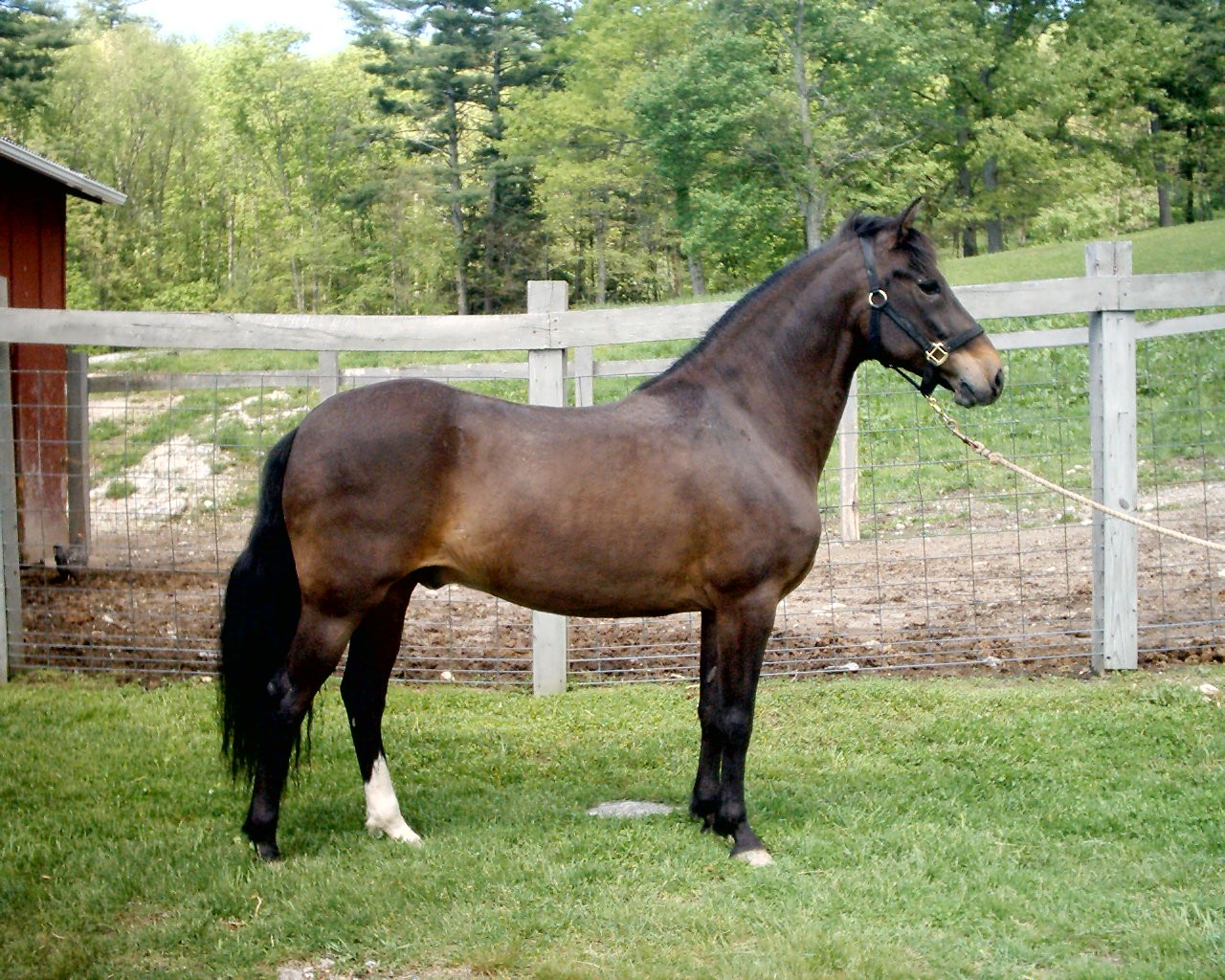
Castrone di tre anni

Un castrone è un cavallo o un agnello maschio castrato.
I cavalli in Europa sono talvolta castrati poiché molti credono che un cavallo intero (cioè non castrato) sia più difficile da controllare. Molti allevatori, tuttavia, non sono d'accordo e ritengono piuttosto che, a causa della rabbia interiore causata dalla castrazione, siano i castroni ad essere generalmente meno affidabili, più pericolosi e imprevedibili; essi credono che l'unica situazione che rende lo stallone poco gestibile sia la concomitante presenza di giumente in calore e altri stalloni.
È poco usato nelle competizioni perché, avendo poco testosterone, tende ad essere meno performante rispetto allo stallone, inoltre è meno conveniente da un punto di vista economico perché non essendo capace di procreare, non può dare profitto agli allevatori dopo le competizioni. Nello steeplechase è però spesso preferito perché meno incline alla distrazione rispetto allo stallone.